# شهرستان فرمونت (کلرادو)
فرمونت نام شهرستانی در ایالت کلرادو آمریکا است. نام این شهر را از روی نام شخصی به نام جان سی. فریمونت گذاشتند. وی کاوشگر و نامزد ریاست جمهوری آمریکا بود.
بر اساس آمار رسمی آمریکا در سال ۲۰۱۰، جمعیت این شهر برابر با ۴۶.۸۲۴ نفر بوده است. همچنین زندان ای‌دی‌اکس فلورنس، فوق امنیتی‌ترین زندان آمریکا نیز در این شهر قرار دارد.

## پیوند
- وب‌گاه رسمی بایگانی‌شده  در ۱۹ آوریل ۲۰۰۷ توسط Wayback Machine